# 孫古利湖
55°57′43″N 60°42′10″E / 55.96194°N 60.70278°E

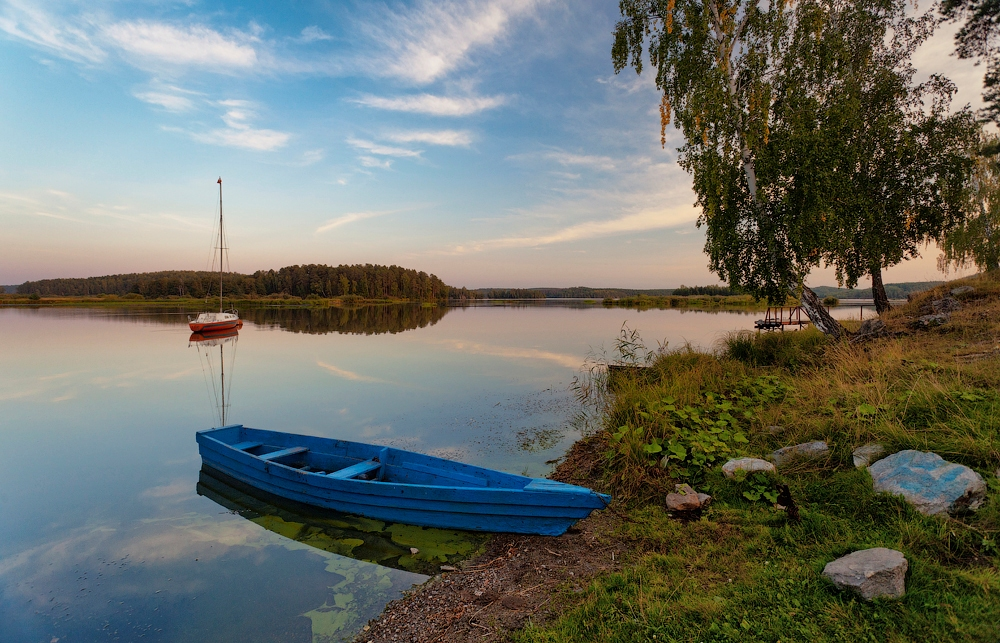

孫古利湖（俄语：Сунгуль），是俄羅斯的湖泊，位於該國西南部車里雅賓斯克州，由卡斯利區負責管轄，面積11.52平方公里，海拔高度233米，平均水深2米，最大水深8米。